# Козеняшев Дмитро Якович
Дмитро Якович Козеняшев (нар. 10 листопада 1929, село Краснопілля, тепер Краснослободського району, Республіка Мордовія, Російська Федерація — квітень 2002, місто Київ) — радянський державний діяч, голова Сумського облвиконкому. Депутат Верховної Ради УРСР 9—10-го скликань. Член Ревізійної Комісії КПУ в 1981—1986 р.

## Біографія
Народився в селянській родині. З 1947 року навчався в Кемлянському сільськогосподарському технікумі. Після закінчення технікуму поступив до Московської сільськогосподарської академії.
У 1955 році закінчив Московську сільськогосподарську академію імені Тімірязєва.
У 1955—1958 роках — агроном, керуючий відділку Пархомівського елітно-насінницького радгоспу Харківської області.
У 1958—1964 роках — головний агроном, директор Іванівської державної дослідно-селекційної станції Охтирського району Сумської області.
У червні 1964—1969 роках — завідувач сільськогосподарського відділу Сумського обласного комітету КПУ.
У лютому 1969 — грудні 1973 року — 1-й заступник голови виконавчого комітету Сумської обласної Ради депутатів трудящих.
У грудні 1973 — 1982 року — голова виконавчого комітету Сумської обласної Ради депутатів трудящих.
З 1982 року — заступник Голови Державного планового комітету Української РСР.
Потім — на пенсії в Києві.

## Нагороди
- орден Жовтневої Революції
- дваордени Трудового Червоного Прапора
- орден «Знак Пошани»
- Почесна Грамота Президії Верховної Ради Української РСР
- медалі